# 후포 단층

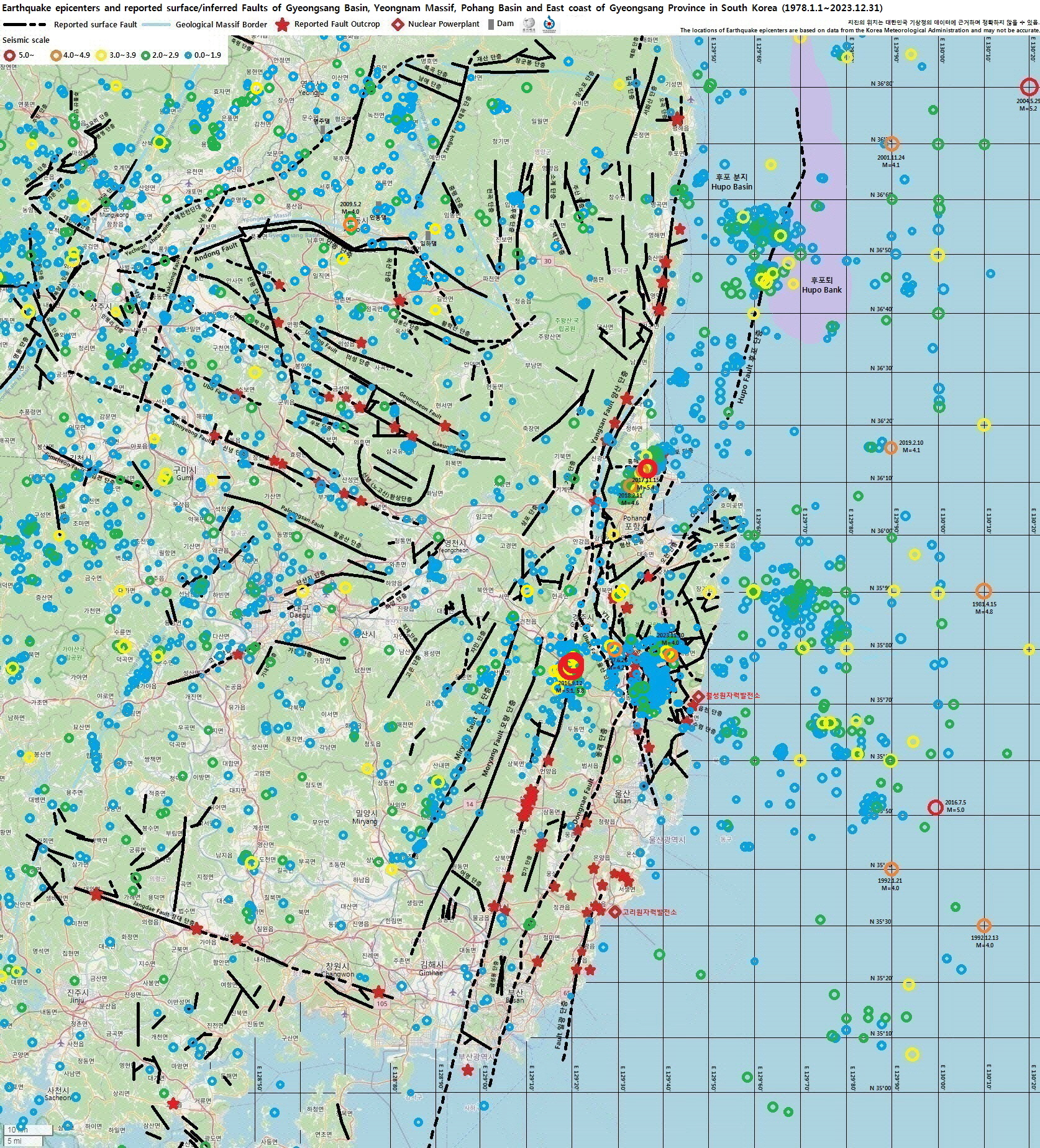
후포 단층

후포 단층(厚浦斷層, Hupo Fault)은 한반도 동쪽 동해상에 위치한 남-북 주향의 정단층이다. 2500만년 전 신생대 고제3기 올리고세에 동해가 형성될 때 생성된 단층이다.

## 후포 분지
후포 분지(Hupo Basin)는 영덕군 동부 후포퇴(Hupo Bank)와 동해 연안 사이에 위치한, 폭 15~20 km의 소규모 분지이다. 이 분지는 동해의 확장 이전에 신생대 올리고세 말기부터 진행된 대륙지각의 열개(rifting)에 의해 형성되었다. 정단층으로 분류되는 후포 단층이 위치한 후포퇴가 후포 분지의 동쪽경계를 이루며, 후포 분지의 침강은 경계 단층인 후포 (정)단층을 따라서 주로 발생하여 후포 분지의 해저지형은 비대칭적인 반지구(half-graben)의 형태를 보인다. 후포 분지는 해안에서부터 동쪽으로 가면서 점점 깊어져 최대 수심은 약 250 m에 이르며 후포퇴의 급경사면을 만나면서 분지 경계가 나타난다. 후포 분지의 북부, 중부, 남부에서 좁은 수로가 나타나며 그 수로에서 가장 깊은 수심대를 보인다. 불규칙한 기반암 위에 얇은 퇴적층들이 쌓여 있고, 천부 단층 활동의 영향을 많이 받는다.

## 후포퇴
경상북도 울진군에서 영덕군까지 해안선과 평행하게 동해 해저에 후포퇴(Hupo Bank)라는 주변보다 높은 지형이 남북으로 길게 자리 잡고 있으며, 남북으로 길이가 약 100 km이고 동서 폭은 1~14 km로 나타난다. 후포 분지의 동쪽 경계이며, 그 바깥쪽은 대륙 사면으로 울릉분지로 이어져 급격히 깊어진다.

## 지진
2004년 발생한 규모 5.0의 울진 해역 지진과 2017년 3월 5일 강원도 동해시에서 발생한 지진, 2019년 포항시 해역에서 발생한 규모 4.1 지진의 원인으로 지목된다.
2007년 9월에서 10월까지 미소 지진이 20여 차례 발생하였고, 2008년 12월에도 비슷한 장소에서 최대 규모 3.7의 지진들이 발생하였다. 이들은 군발 지진의 형태를 보이고 있으며, 지진이 발생한 지역은 후포 분지 동측 지역으로 북북동-남남서 방향의 후포 단층이 지나가고 있고 따라서 지진 발생은 후포 단층대와 연관이 있는 것으로 추측할 수 있다. 좁은 범위에서 여진이 아닌 비슷한 크기의 지진이 연속적으로 발생한 것은 단층대에 가해진 응력이 한 곳이 아닌 여러 곳에서 분산 배출되어 발생한 것으로 추측된다. 평형을 이루고 있던 정적 응력장이 한 지점의 지진으로 변화됨으로써 인접 지역의 응력 분포에 변화를 주고, 이에 따라 후포 단층대를 구성하는 여러 작은 단층들이 순차적으로 움직인 것을 이 연속 지진의 발생 메카니즘으로 이해할 수 있다.

## 같이 보기
- 한국의 지진
- 한국의 단층
- 울릉 단층
- 동해